# Ernst Beckert
Ernst Beckert (* 30. Oktober 1840 in Eibenberg (heute Burkhardtsdorf); † 4. Oktober 1909 in Radebeul; vollständiger Name: Carl Friedrich Ernst Beckert) war ein deutscher Unternehmer und Erfinder.

## Leben und Wirken

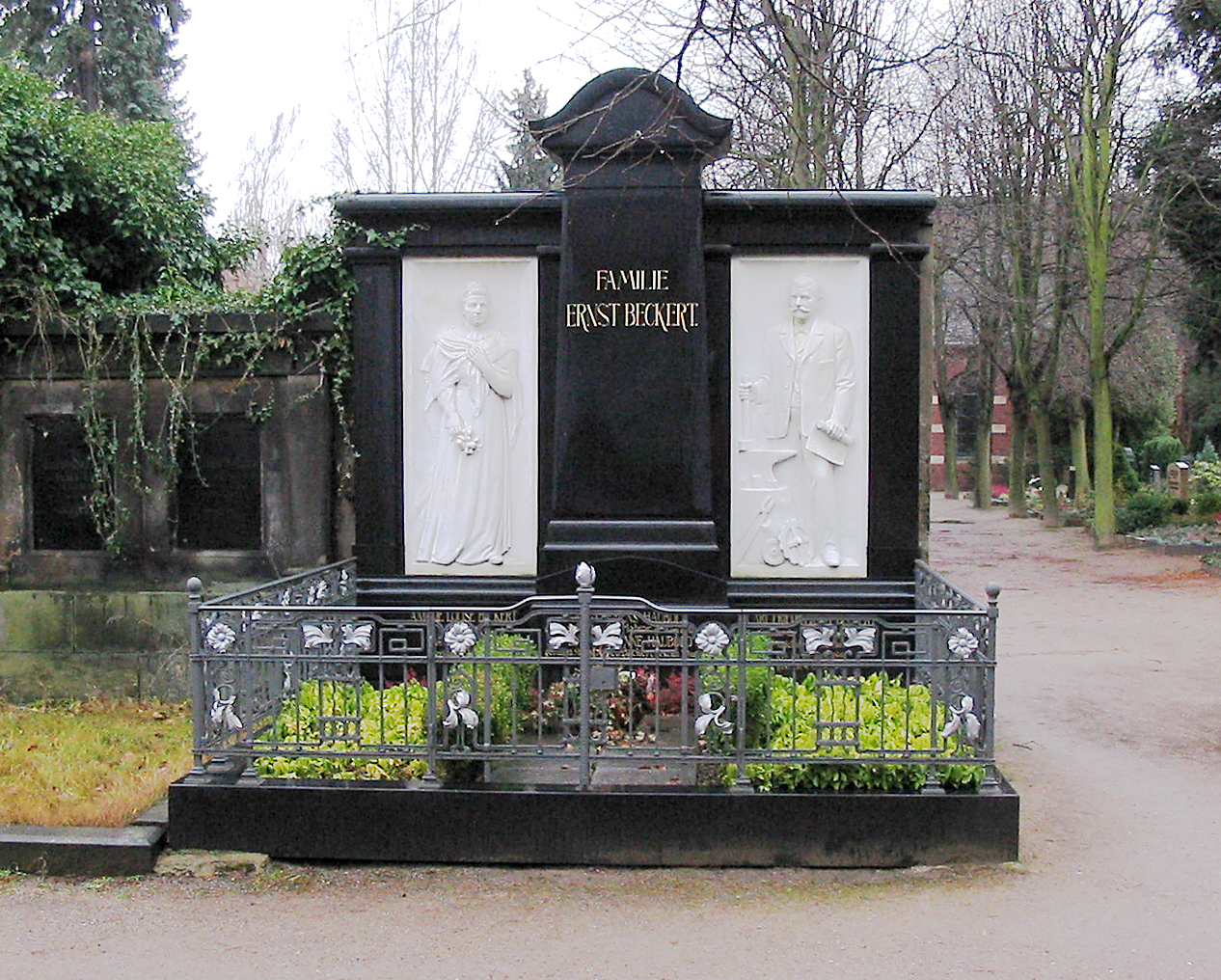
Grabmal Ernst Beckert

Der im Erzgebirge geborene Beckert erlernte den Beruf eines Bergbauschlossers. Um 1860 begann er, Herstellungsmethoden für spezielle Zungennadeln für Wirkmaschinen zu untersuchen. 1871 gründete Beckert in Lugau seine Nadelfabrik, die er ein Jahr später nach Erfenschlag und 1884 nach Chemnitz verlegte.
Von 1882 stammt Beckerts erstes Patent auf diesem Gebiet. Ab 1893 wurde Beckert für seine Wirknadeln zur Strumpf- und Spitzenherstellung auf zahlreichen internationalen Gewerbeausstellungen mit Goldmedaillen ausgezeichnet, so auf den Weltausstellungen in Chicago 1893, der Berliner Gewerbeausstellung 1896, der Weltausstellung 1897 in Brüssel sowie der Weltausstellung 1900 in Paris.
1900 setzte sich Beckert zur Ruhe und zog nach Meißen, um kurze Zeit darauf seinen Altersruhesitz wie viele andere wohlhabende Pensionäre in der Lößnitz zu nehmen. Er ließ sich in Radebeul im Haus Rathenaustraße 4 nieder, wo er 1909 starb. Beckert wurde auf dem Friedhof Radebeul-Ost beerdigt, wo sein repräsentatives Grabmal in schwarzem Marmor mit lebensgroßen, reliefierten Figuren des Ehepaars aus weißem Marmor geschmückt ist.
1937 wurde Beckerts Unternehmen mit dem von Theodor Groz 1852 in Ebingen auf der Schwäbischen Alb gegründeten Nadelhersteller fusioniert, um so zum Weltmarktführer im Bereich Industrienadeln Groz-Beckert (Theodor Groz & Söhne & Ernst Beckert, Nadelfabriken Commandit-Gesellschaft, Ebingen und Chemnitz) zu werden. Ein Nachfahre Beckerts, ebenso wie einer von Groz, führt auch heute noch den von ihnen als Familienunternehmen bezeichneten Betrieb.